# Teteana Lîsenko
Teteana Lîsenko (în ucraineană Тетяна Лисенко; n. 23 iunie 1975, Herson, RSS Ucraineană, URSS) este o gimnastă artistică ce a reprezentat Uniunea Republicilor Sovietice Socialiste, medaliată olimpică. A participat la o ediție a Jocurilor Olimpice (1992) în care a câștigat două medalii de aur și o medalie de bronz.